# Jeroen Tesselaar
Jeroen Tesselaar (* 16. Januar 1989 in Wognum) ist ein niederländischer Fußballspieler.

## Karriere
Jeroen Tesselaar begann seine Profikarriere beim AZ Alkmaar. Zu Beginn der Saison 2008/09 erhielt er bei dem Verein aus der Provinz Nordholland seinen ersten Profivertrag. Am Ende der Saison gewann AZ die Meisterschaft, Tesselaar kam jedoch in der gesamten Spielzeit unter Louis van Gaal nicht zum Einsatz. Von 2009 bis 2010 wurde der Verteidiger an den  SC Telstar in die Eerste Divisie verliehen. In der darauf folgenden Saison kam er gemeinsam mit den AZ Spielern Kevin Brands und Furdjel Narsingh wieder zum Velsener Zweitligisten. Nach zwei Jahren auf Leihbasis dort wechselte er im Sommer 2011 zum FC St. Mirren nach Schottland. Beim Premier League Verein aus Paisley unterschrieb er zunächst für ein Jahr. Sein Debüt gab er dort im ersten Saisonspiel der Spielzeit 2011/12 im Auswärtsspiel bei Dunfermline Athletic. Zu Beginn der folgenden Saison wechselte Tesselaar zum amtierenden Pokalsieger dem FC Kilmarnock. Im Jahr 2014 wechselte Tesselaar für eine Saison zurück zu St. Mirren, bevor er im August 2015 einen Vertrag in seiner niederländischen Heimat beim Erstligaaufsteiger BV De Graafschap unterschrieb. Zwei Spielzeiten ab 2016 war Tesselaar in Israel aktiv, bevor er 2019 mit den K.v.v. Quick Boys in die zweite holländische Liga aufstieg. Er blieb bis 2021 im Verein.